# Eye of the Beholder (videogioco)
Eye of the Beholder è un videogioco di ruolo sviluppato dai Westwood Studios e pubblicato dalla Strategic Simulations, Inc. nel 1990 per i sistemi MS-DOS. In seguito il gioco è stato portato su sistemi Amiga, Sega CD e Super Nintendo. La versione per Sega CD era dotata di una colonna sonora esclusiva composta da Yuzo Koshiro.
Il gioco ha avuto due seguiti: Eye of the Beholder II: The Legend of Darkmoon, pubblicato nel 1991 e Eye of the Beholder III: Assault on Myth Drannor del 1993. Il terzo titolo non è stato realizzato da Westwood. Esiste un ulteriore titolo per Game Boy Advance, intitolato semplicemente Eye of the Beholder ma tuttavia dissimile dai predecessori. 
La struttura di base è simile a Dungeon Master, un videogioco presentato nel 1987 da FTL Games e ricordato come uno dei primi giochi del genere. Eye of the Beholder ha vinto numerosi premi per la storia, il gameplay e per gli enigmi.
L'ambientazione è Forgotten Realms e il gioco si basa su Advanced Dungeons & Dragons 2ª edizione.

## Trama
I Lord della città di Waterdeep convocano un gruppo di avventurieri per investigare sulla presenza malvagia che pervade i sotterranei della loro città. Gli avventurieri iniziano la loro ricerca dal sistema fognario, il cui ingresso è però presto ostruito da un crollo causato dal mostro Xanathar, un beholder. Il gruppo prosegue scendendo, superando nani rifugiati ed elfi drow, giungendo infine nella tana di Xanathar, dove ha luogo lo scontro finale. Il gruppo risale quindi verso la città, dove i personaggi vengono infine trattati da eroi.
Nella versione per PC, dopo aver eliminato Xanathar appare un breve messaggio a video che descrive la fine del gioco. In tutte le altre versioni, invece, il finale è illustrato con animazioni grafiche.

## Seguiti

### Eye of the Beholder II: The Legend of Darkmoon
Eye of the Beholder II: The Legend of Darkmoon utilizza una versione modificata del motore grafico del primo gioco che aggiunse la gestione di ambientazioni esterne e incrementò l'interattività del gioco rendendo il gioco di ruolo molto più realistico. The Legend of Darkmoon è generalmente considerato un gioco di successo soprattutto rispetto al deludente seguito Assault on Myth Drannor.

### Eye of the Beholder III: Assault on Myth Drannor
Eye of the Beholder III: Assault on Myth Drannor venne sviluppato da una software house diversa da quella che sviluppò i predecessori. Nonostante l'utilizzo di un nuovo motore grafico e di una grafica migliorata, molti ritengono che la storia di Eye of the Beholder III: Assault of Myth Drannor sia la più debole della trilogia rendendo il gioco quindi poco interessante.

### Raccolte
Eye of the Beholder Trilogy (1995, SSI) fu una raccolta di tutti e tre i giochi per MS-DOS su CD-ROM. Questi apparvero anche (come per altri giochi DOS basati su AD&D) nel successivo Gamefest: Forgotten Realms Classics (2001, Interplay).